# Catàleg General de Velocitats Radials d'Estels
El Catàleg General de Velocitats Radials d'Estels (en anglès General Catalogue of Stellar Radial Velocities) és un catàleg estel·lar que inclou velocitats radials de 15.106 estels. Va ser recopilat per Ralph Elmer Wilson i publicat pel Carnegie Institution of Washington en 1953. Moltes de les mesures de velocitat es van dur a terme des de l'Observatori de Mont Wilson.

## Nomenclatura
Les entrades del catàleg apareixen amb la sigla GCRV d'acord al format GCRV NNNNN, sent NNNNN menor de 15.107. En la següent taula figuren entrades d'aquest catàleg d'alguns estels ordenats segons la distància a la qual s'hi troben.
| Nombre de catàleg GCRV | Nom comú      | Constel·lació | Velocitat radial (km/s) | Característiques destacables                                      |
| ---------------------- | ------------- | ------------- | ----------------------- | ----------------------------------------------------------------- |
| GCRV 11260             | Ross 154      | Sagitari      | -4,0                    | Nana vermella; setè estel més proper al sistema solar             |
| GCRV 998               | Gliese 75     | Cassiopea     | +2,8                    | Nana taronja i estel variable BY Draconis                         |
| GCRV 10581             | Iota Pavonis  | Gall dindi    | +29,7                   | Nana groga i anàleg solar a 58 anys llum del sistema solar        |
| GCRV 5425              | 18 Puppis     | Popa          | +37,7                   | Estel binari compost per una nana blanc-groga i una nana vermella |
| GCRV 12881             | Zeta Delphini | Dofí          | -25,0                   | Estel blanc de la seqüència principal distant 227 anys llum       |
| GCRV 5359              | Naos          | Puppis        | -24,0                   | L'estel de tipus espectral O més brillant del cel nocturn         |